# Heribert Prantl

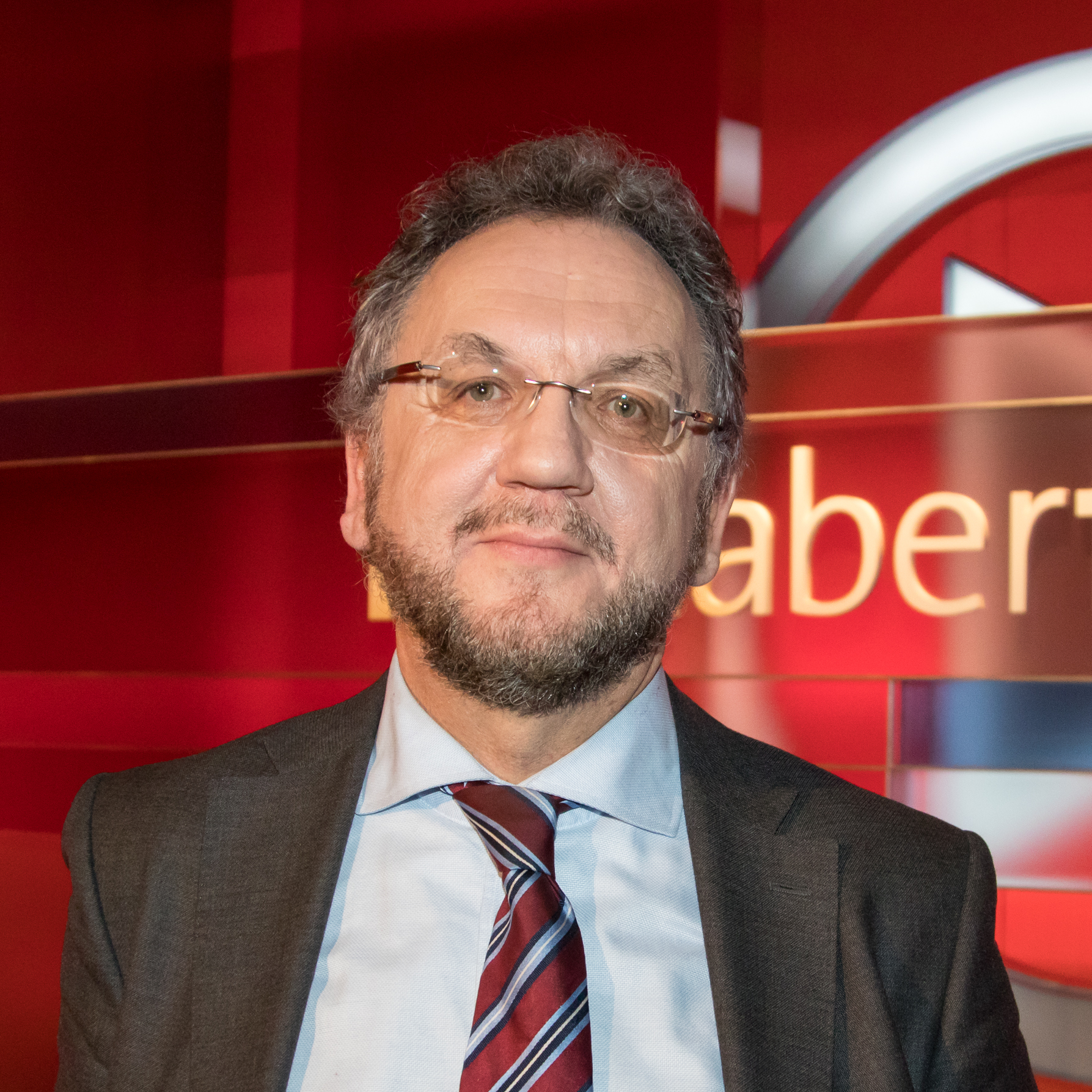
Heribert Prantl (2017)

Heribert Prantl (* 30. Juli 1953 in Nittenau, Oberpfalz) ist ein deutscher Journalist und Publizist. Er war von 1995 bis 2017 Leiter des Ressorts Innenpolitik und von 2018 bis 2019 Leiter des Ressorts Meinung der Süddeutschen Zeitung in München; von 2011 bis 2019 war er Mitglied der Chefredaktion. Er ist Autor zahlreicher Bücher.

## Leben

### Herkunft und frühe Jahre
Heribert Prantl wurde als ältester von drei Söhnen des Oberamtsrats und Stadtkämmerers Heribert Prantl sen. und dessen Frau Julie, geb. Lehmeier, einer Schneidermeisterin, in Nittenau in der Oberpfalz geboren. Nach seiner Darstellung war sein Vater, der zudem Kirchenpfleger und ehrenamtlicher Vorsitzender des Kolpingwerks in Nittenau war, ein „gläubiger Mensch“; die Hochzeitsreise hatte die Eltern zum Wallfahrtsort Altötting geführt, den auch die Familie später oft besuchte.
Als Jugendlicher engagierte er sich im Bund der Deutschen Katholischen Jugend und schrieb bereits ab dem Alter von 15 Jahren fast täglich Berichte und Reportagen für die Lokalzeitungen seiner Region. Er absolvierte 1973 sein Abitur am Regental-Gymnasium Nittenau. Danach leistete er seinen Wehrdienst (letzter Dienstgrad: Fähnrich der Reserve) in Regensburg und Idar-Oberstein ab.

### Berufliche Laufbahn

#### Ausbildung
Prantl studierte von 1974 bis 1979 Rechtswissenschaft, Geschichte und Philosophie an den Universitäten München, Tübingen und zuletzt in Regensburg. Im Jahre 1979 legte er dort sein erstes und 1981 sein zweites juristisches Staatsexamen ab. Er war wissenschaftlicher Mitarbeiter am Lehrstuhl für Zivilrecht, Familienrecht und Deutsche Rechtsgeschichte an der Universität Regensburg und wurde 1982 bei Dieter Schwab mit der Dissertation Die journalistische Information zwischen Ausschlußrecht und Gemeinfreiheit. Eine Studie zum sogenannten Nachrichtenschutz, zum mittelbaren Schutz der journalistischen Information durch § 1 UWG und zum Exklusivvertrag über journalistische Informationen zum Dr. jur. (magna cum laude) promoviert. Seine Arbeit erhielt einen Wissenschaftspreis der Universität Regensburg und des Hauses Thurn und Taxis.
Prantl absolvierte neben seinem juristischen Studium 1975 eine studienbegleitende Journalistenausbildung als Stipendiat des Instituts zur Förderung publizistischen Nachwuchses der katholischen Kirche und absolvierte Volontariate bei den Zeitungen Stuttgarter Nachrichten und Der neue Tag sowie beim Bayerischen und italienischen Rundfunk.

#### Juristische Praxis
Nach dem Referendariat arbeitete er zunächst als Rechtsanwalt, von 1981 bis 1987 war er als Richter an bayerischen Amts- und Landgerichten sowie als Staatsanwalt tätig. Darüber hinaus war er Pressesprecher des Landgerichts Regensburg.

#### Journalismus
Im Jahre 1988 wechselte er den Beruf und wurde auf Betreiben der damaligen Chefredakteure der Süddeutschen Zeitung, Hans Heigert und Dieter Schröder, innenpolitischer Redakteur; seitdem schreibt er viele Leitartikel der Zeitung. Darüber hinaus verfasst er zahlreiche politische Bücher und Essays und tritt als politischer Kommentator bei öffentlich-rechtlichen Rundfunksendern sowie als häufiger Gast in Radio- und Fernsehdiskussionen auf. Von 1992 an war er stellvertretender Leiter des Ressorts Innenpolitik der Süddeutschen Zeitung, von 1995 bis 2017 Ressortleiter.
Ab 2011 war er Mitglied der Chefredaktion.
Anfang 2018 übernahm er das neu geschaffene Meinungsressort bei dieser Zeitung.
Anfang März 2019 gab er die administrativen Aufgaben als Leiter des Meinungsressorts und Mitglied der Chefredaktion ab.
Als Autor und Kolumnist ist Prantl weiter für die Süddeutsche Zeitung tätig: mit einer samstäglichen politischen Kolumne, dem Newsletter Prantls Blick am Sonntag und dem Videoblog Prantls Politik auf der Website der Zeitung.

### Mitgliedschaften und Funktionen
Prantl war Dozent an der Deutschen Journalistenschule München, Mitglied des Ethikrates der Hamburger Akademie für Publizistik und Mitglied des PEN-Zentrums Deutschland. Seit dem Jahr 1995 engagierte er sich im Rotary Club München-Nymphenburg. Seit 2002 ist er Lehrbeauftragter an der Fakultät für Rechtswissenschaft der Universität Bielefeld, 2010 wurde er dort zum Honorarprofessor ernannt. Im Sommersemester 2011 nahm er die Theodor-Herzl-Dozentur für Poetik im Journalismus an der Universität Wien wahr. Seit 2004 engagiert sich Prantl als Stiftungsbeirat bei der Stiftung Pro Justitia, die die Rechtstatsachenforschung fördert. Seit 2010 ist er Mitglied des Beirats der European Law Students’ Association Deutschland e. V.

### Privates
Prantl hat zwei Kinder aus einer früheren Ehe.

## Positionen und Kontroversen
Prantl gilt als Vertreter eines liberalen und weltoffenen Rechtsstaats. Gelegentlich wird er als „linksliberal“ eingestuft. Sein besonderes Augenmerk richtet sich auf die Schnittlinien von Recht, Moral und Politik. „Entschieden fordert er die Beachtung der Grundrechte“, heißt es in der Verleihungsurkunde des Geschwister-Scholl-Preises 1994 an Prantl. Seine „klare Stimme“ sei „in der deutschen Publizistik ohnegleichen“. Über die Kritik Prantls an der Asylrechtsprechung des Bundesverfassungsgerichts sagte Winfried Hassemer, Richter in dessen zweitem Senat, als Laudator bei der Verleihung des Siebenpfeiffer-Preises 1999 an Prantl: „Es ist Urteilsschelte in schärfster Zuspitzung, und die trifft das Gericht genau an der Stelle, an der es verwundbar ist: bei Solidität und Ernsthaftigkeit des Grundrechtsschutzes“. In seiner Laudatio zur Verleihung des Arnold-Freymuth-Preises 2006 an Prantl nannte ihn Altbundeskanzler Gerhard Schröder den „dritten Senat“ des Bundesverfassungsgerichts.
In seiner Streitschrift Wir sind viele (2011) klagt Prantl den Finanzkapitalismus an und weist darauf hin, dass das Eigentum im Sinne des Grundgesetzes auch die Banken verpflichtet und dass die Märkte sich nicht von der Moral lösen dürfen. Es ist ein Appell an die Verantwortung des Finanzmarkts sowie der Politik: Europa basiere nicht auf dem Euro, sondern auf seinen Bürgern, die die Grundlage der Demokratie bildeten.
Im Juli 2012 geriet Prantl mit einem Porträt des Präsidenten des Bundesverfassungsgerichts Andreas Voßkuhle in die Kritik, in dem er unter anderem eine Szene aus dessen Küche scheinbar lebensnah berichtete. Prantl hatte in einem Stil geschrieben, der nahelegte, dass er persönlich bei Voßkuhle zu Gast gewesen sei. Dies rief teilweise Irritation über die vermeintliche Nähe der beiden hervor. Als sich herausstellte, dass Prantl die lebendig geschilderte Küchenszene nur aus Erzählungen Dritter kannte, löste dies eine Debatte um journalistische Sorgfalt und redaktionsinterne Kritik aus, woraufhin die SZ eine Klarstellung druckte und den Fehler bedauerte.
Prantl war mehrmals als Chefredakteur des Spiegel im Gespräch, zuletzt 2013. Er gehört zu den Unterstützern der Charta der Digitalen Grundrechte der Europäischen Union, die Ende November 2016 veröffentlicht wurde.
Prantl setzte sich in einer Reihe von Artikeln zur Urheberrechtsreform der Europäischen Union sehr engagiert für die vorgeschlagene Reform ein. Bei dem Widerstand gegen die Reform „handelt [es] sich um Lügen und Finten der Internet-Großkonzerne. Sie haben die Netzgemeinde mit diesen Lügen eingewickelt. Diese Konzerne tarnen ihre Geschäftsinteressen mit heuchlerisch idealistischem Gerede“. Prantl vertrat damit die Ansicht des Bundesverbandes Deutscher Zeitungsverleger (BDZV), der für die Änderung lobbyiert hatte. Seine Haltung wurde von zahlreichen Gegnern der Reform, unter anderem von dem Blogger Stefan Niggemeier, kritisiert. Die Reform wurde am 26. März 2019 von Europaparlament verabschiedet.
Im Zuge der COVID-19-Pandemie sah Prantl die Grundrechte in Gefahr dauerhafter Beschädigung und schrieb darüber in einer Reihe von Kommentaren. In einer Talkshow des TV-Senders ServusTV im Januar 2021 lehnte Prantl härtere Lockdown-Maßnahmen, wie sie unter anderem die Initiative Zero Covid vorsah, deutlich ab. In einem Interview mit der Berliner Zeitung sagte er, das Grundgesetz stehe nicht unter Pandemievorbehalt, es sei (neben den Parlamenten) eine „untergesetzliche Parallelrechtsordnung“ entstanden. Aus seinen Kolumnen zur Covid-Pandemie entstand das Buch Not und Gebot: Grundrechte in Quarantäne.
Im Juli 2024 äußerte Prantl in einer Talkshow sein Unverständnis darüber, dass die Landesregierungen, der Bundestag und die Bundesregierung noch keinen Antrag auf Grundrechtsverwirkung gegen „Höcke & Co.“ und noch keinen Antrag auf Parteiverbot gegen die Alternative für Deutschland gestellt haben.

## Auszeichnungen
- 1983: Wissenschaftspreis der Universität Regensburg und des Hauses Thurn und Taxis für die Rechts- und Wirtschaftswissenschaften
- 1989: Franz-Karl-Maier-Preis der Pressestiftung Der Tagesspiegel in Berlin für „hervorragende und parteiunabhängige Kommentierung“
- 1992: Pressepreis des Deutschen Anwaltvereins für sein „Plädoyer für die Stärkung des Grundgesetzes“
- 1994: Geschwister-Scholl-Preis für sein Buch „Deutschland, leicht entflammbar“
- 1996: Kurt-Tucholsky-Preis für literarische Publizistik
- 1999: Siebenpfeiffer-Preis für Freiheit und demokratische Rechte[42]
- 2001: Theodor-Wolff-Preis in der Kategorie „Essay“ für den Beitrag „Lob der Provinz“, Süddeutsche Zeitung am 1./2. April 2000
- 2004: Rhetorikpreis für die „Rede des Jahres 2004“, verliehen von der Eberhard-Karls-Universität Tübingen[43]
- 2006: Erich-Fromm-Preis, gemeinsam mit Hans Leyendecker[44]
- 2006: Arnold-Freymuth-Preis „für Verdienste um den demokratischen und sozialen Rechtsstaat“
- 2007: Roman-Herzog-Medienpreis des Konvents für Deutschland für seine Analysen und Kommentare zum Föderalismus
- 2007: Politikjournalist des Jahres durch das Medium Magazin[45]
- 2008: Goldener Prometheus für politischen Journalismus verliehen vom Medienmagazin V.i.S.d.P.
- 2008: puk-Preis für Kulturjournalismus, verliehen vom Deutschen Kulturrat
- 2008: Ketteler-Preis der KAB-Stiftung 'Zukunft der Arbeit und der sozialen Sicherung' (ZASS)
- 2009: Medaille für Verdienste um die Bayerische Justiz
- 2010: Cicero-Rednerpreis
- 2011: Wilhelm-Hoegner-Preis der SPD-Fraktion im Bayerischen Landtag
- 2012: Brüder-Grimm-Preis der Philipps-Universität Marburg[46]
- 2013: Publizistikpreis der Landeshauptstadt München
- 2015: Hildegard Hamm-Brücher Preis für Demokratie[47]
- 2015: Bayerische Verfassungsmedaille in Silber
- 2016: Ehrendoktor des Fachbereichs Theologie an der Friedrich-Alexander-Universität Erlangen-Nürnberg[48]
- 2019: Katholischer Medienpreis / Sonderpreis der Jury für die Leitartikel zu den Hochfesten der Kirche[49]
- 2022: Verleihung des Memminger Freiheitspreises 1525[50]
- 2024: Große Staufermedaille in Gold[51]

## Veröffentlichungen

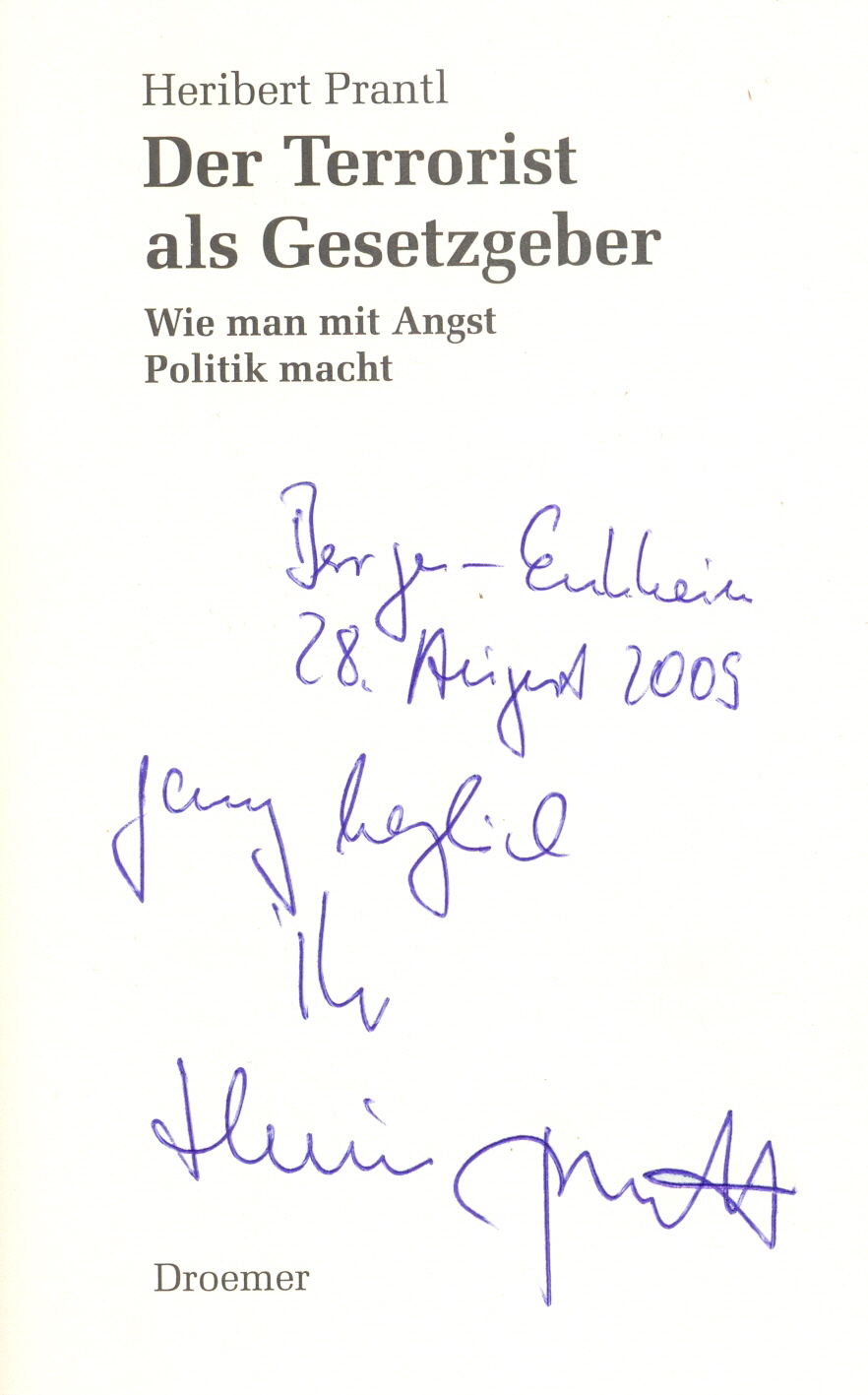
Autograph von Prantl

- Die journalistische Information zwischen Ausschlußrecht und Gemeinfreiheit. Eine Studie zum sogenannten Nachrichtenschutz, zum mittelbaren Schutz der journalistischen Information durch § 1 UWG und zum Exklusivvertrag über journalistische Informationen. E. u. W. Gieseking, Bielefeld 1983, ISBN 3-7694-0199-9 (Zugl.: Regensburg, Univ., Diss., 1982).
- Deutschland – leicht entflammbar. Ermittlungen gegen die Bonner Politik. Carl Hanser, München/Wien 1994, ISBN 3-446-17691-8.
- Hrsg.: Wehrmachtsverbrechen. Eine deutsche Kontroverse. Hoffmann und Campe, Hamburg 1997, ISBN 3-455-10365-0.
- Sind wir noch zu retten? Anstiftung zum Widerstand gegen eine gefährliche Politik. Carl Hanser, München/Wien 1998, ISBN 3-446-18541-0.
- Rot-Grün – Eine erste Bilanz. Hoffmann und Campe, Hamburg 1999, ISBN 3-455-10383-9.
- mit Hans Leyendecker, Michael Stiller: Helmut Kohl, die Macht und das Geld. Steidl, Göttingen 2000, ISBN 3-88243-738-3.
- mit Thomas Vormbaum (Hrsg.): Juristisches Zeitgeschehen 2000 in der Süddeutschen Zeitung. Nomos, Baden-Baden 2001, ISBN 3-7890-7540-X.
- mit Arthur Kaufmann: Was der Mensch dem Menschen schuldet. Carl Heymanns, Köln/Berlin/Bonn/München, Sonderdruck 2001, ISBN 978-3-452-25124-4.
- Verdächtig – Der starke Staat und die Politik der inneren Unsicherheit. Europa, Hamburg 2002, ISBN 3-203-81041-7.
- mit Thomas Vormbaum (Hrsg.): Juristisches Zeitgeschehen 2001 in der Süddeutschen Zeitung. Nomos, Baden-Baden 2002, ISBN 3-7890-8298-8.
- mit Thomas Vormbaum (Hrsg.): Juristisches Zeitgeschehen 2002 in der Süddeutschen Zeitung. Berliner Wissenschafts-Verlag, Berlin 2003, ISBN 3-8305-0618-X.
- mit Thomas Vormbaum (Hrsg.): Juristisches Zeitgeschehen 2003 in der Süddeutschen Zeitung. Berliner Wissenschafts-Verlag, Berlin 2004, ISBN 3-8305-0882-4.
- mit Thomas Vormbaum (Hrsg.): Juristisches Zeitgeschehen 2004 in der Süddeutschen Zeitung. Berliner Wissenschafts-Verlag, Berlin 2005, ISBN 3-8305-1062-4.
- Kein schöner Land – Die Zerstörung der sozialen Gerechtigkeit. Droemer, München 2005, ISBN 3-426-27363-2.
- im Gespräch mit Hans-Jochen Vogel: Politik und Anstand. Warum wir ohne Werte nicht leben können. Herder, Freiburg/Basel/Wien 2005, ISBN 3-451-28608-4.
- mit Nina von Hardenberg (Hrsg.): Schwarz Rot Grau. Altern in Deutschland. München 2008, ISBN 978-3-86615-616-6.
- Der Terrorist als Gesetzgeber. Wie man mit Angst Politik macht. Droemer/Knaur, München 2008, ISBN 978-3-426-27464-4.
- mit Robert Probst: Einigkeit und Recht und Wohlstand: Wie Deutschland wurde, was es ist. 60 Jahre Bundesrepublik. Süddeutsche Zeitung/Bibliothek; 2009, ISBN 978-3-86615-727-9.
- Demokratiealarm. In: Wilhelm Heitmeyer (Hrsg.): Deutsche Zustände. Folge 8. Suhrkamp, Frankfurt am Main 2010, ISBN 978-3-518-12602-8, S. 296–304.
- Der Zorn Gottes – Denkanstöße zu den Feiertagen. Süddeutsche Zeitung Edition, München 2011, ISBN 978-3-86615-888-7.
- Wir sind viele: Eine Anklage gegen den Finanzkapitalismus. Süddeutsche Zeitung Edition, München 2011, ISBN 978-3-86615-999-0.
- Die Welt als Leitartikel. Die Zukunft des Journalismus. Picus, Wien 2012, ISBN 978-3-85452-683-4.
- Alt.Amen.Anfang. – Neue Denkanstöße. Süddeutsche Zeitung Edition, München 2013, ISBN 978-3-86497-167-9.
- Glanz und Elend der Grundrechte. Zwölf Sterne für das Grundgesetz. Droemer, München 2014, ISBN 978-3-426-27650-1.
- Im Namen der Menschlichkeit – Rettet die Flüchtlinge. Ullstein, Berlin 2015, ISBN 978-3-550-08126-2.
- Trotz alledem! Europa muss man einfach lieben. Suhrkamp Verlag, Berlin 2016, ISBN 978-3-518-07289-9.
- Was ein einzelner vermag. Politische Zeitgeschichten. Süddeutsche Zeitung Edition, München 2016, ISBN 978-3-86497-352-9.
- Gebrauchsanweisung für Populisten. Wie man dem neuen Extremismus das Wasser abgräbt. Ecowin, Salzburg 2017, ISBN 978-3-7110-0130-6.
- Die Kraft der Hoffnung. Denkanstöße in schwierigen Zeiten. Süddeutsche Zeitung Edition, München 2017, ISBN 978-3-86497-423-6.
- Eigentum verpflichtet. Das unerfüllte Grundgesetz. Süddeutsche Zeitung Edition, München 2019, ISBN 978-3-86497-522-6.
- Not und Gebot. Grundrechte in Quarantäne. C. H. Beck, München 2021, ISBN 978-3-406-76895-8.
- Mensch Prantl: Ein autobiographisches Kalendarium. Langen-Müller, München 2023, ISBN 978-3-7844-3675-3.
- Den Frieden gewinnen: Die Gewalt verlernen – Denkanstöße. Heyne, München 2024, ISBN 978-3-453-21870-3
- mit Reinhard Matz und Wolfgang Vollmer: Die Bonner Republik. Vier Jahrzehnte Westdeutschland | 1949-1990. Greven, Köln 2024, ISBN 978-3-7743-0974-6.